# Gisela Dulková

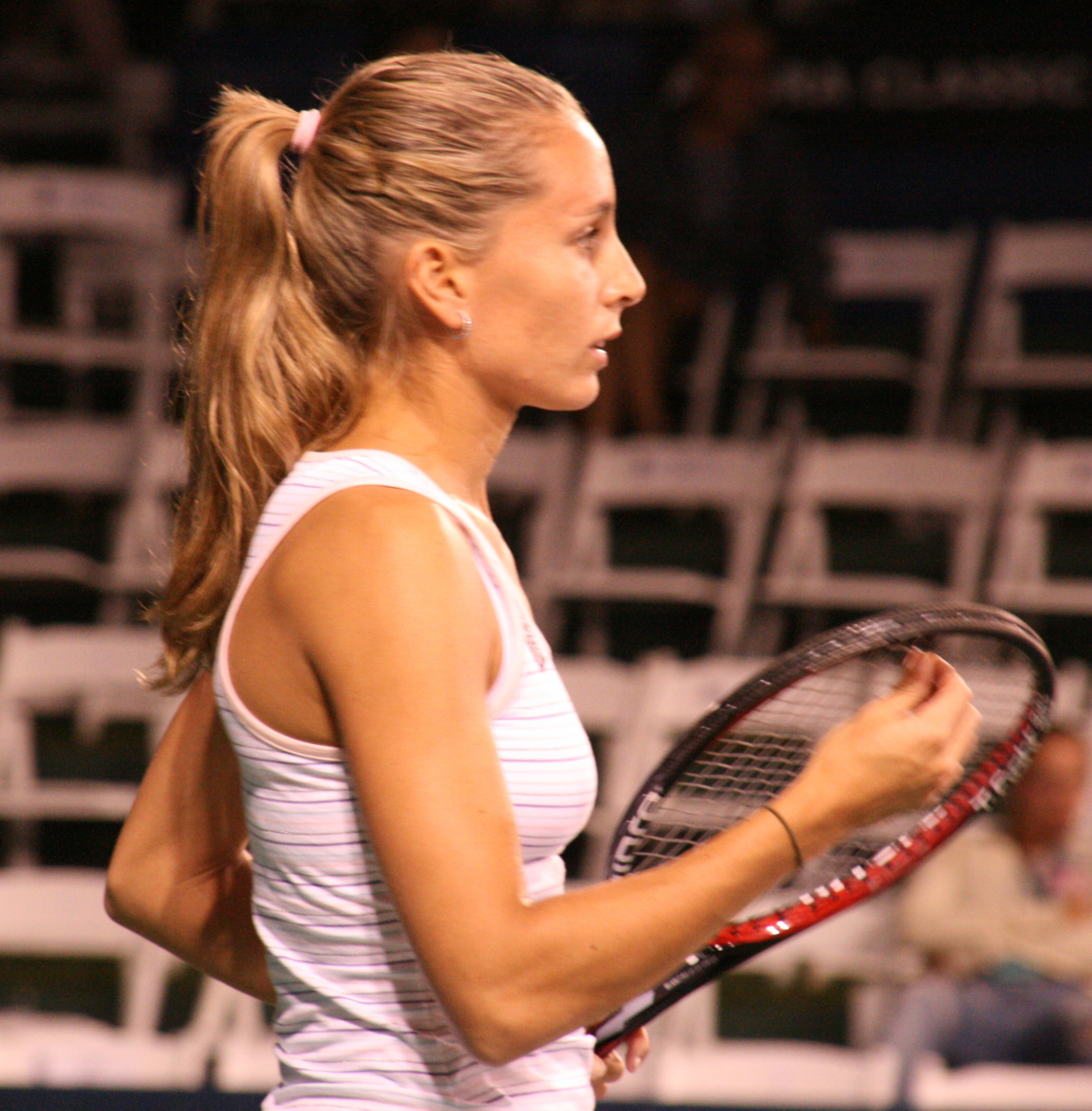
Gisela Dulková na Acura Classic 2007

Gisela Dulková (* 30. ledna 1985 v Tigre, Buenos Aires, Argentina) je argentinská profesionální tenistka, bývalá světová jednička ve čtyřhře a reprezentantka ve Fed Cupu. Za Argentinu nastoupila na Letních olympijských hrách 2008 v Pekingu. Po vítězství na Turnaji mistryň 2010 ve čtyřhře spolu s Flavií Pennettaovou, se stala světovou jedničkou na deblovém žebříčku WTA. V roce 2011 zvítězily na úvodním grandslamu sezóny Australian Open.
Na žebříčku WTA byla pro dvouhru nejvýše klasifikovaná v listopadu 2005 na 26. místě, pro čtyřhru pak na v listopadu 2010 na 1. místě.
Na okruhu WTA vyhrála čtyři turnaje ve dvouhře a sedmnáct ve čtyřhře. V rámci okruhu ITF pak získala po šesti titulech ve dvouhře i čtyřhře.

## Tenisová kariéra

### 2011
V sezóně 2011 se zaměřila na čtyřhru. Stabilní spoluhráčkou byla nadále Italka Flavia Pennettaová. Společně nezopakovaly svou nejlepší sezónu 2010, v níž získaly šest titulů, vítězství na turnaji mistryň a staly se také světovými jedničkami.
V průběhu sezóny 2011 vyhrály jediný turnaj, jenž ovšem představoval jejich nejprestižnější triumf, a to úvodní grandslam roku Australian Open po finálové výhře nad párem Viktoria Azarenková a Maria Kirilenková 2–6, 7–5, 6–1. Pro obě hráčky se jednalo o debutový grandslam. V další části sezóny nemohla dvojice obhajovat body kvůli zranění nohy Dulkové.
Kvalitní výsledky předvedly poté až v poslední asijské fázi okruhu, na které se dvakrát probojovaly do finále. Nejdříve v něm neuspěly na Toray Pan Pacific Open, když podlehly páru Huberová a Raymondová a poté opět prohrály v boji o titul na China Open s Peschkeovou a Srebotnikovou. Na zbývajících grandslamech postoupily do čtvrtfinále na French Open a do třetího kola na US Open.
Na závěrečné události sezóny Turnaji mistryň, kam postoupily z třetího místa, vypadly v semifinále s dvojicí YHuberová a Raymondová v supertiebreaku 7–10.

## Soukromý život
V roce 2011 se vdala za argentinského fotbalistu Fernanda Gaga, hráče klubu AS Roma a dříve působícího v Realu Madrid.

## Finále na Grand Slamu

### Ženská čtyřhra: 1 (1–0)
| Stav    | rok  | turnaj          | povrch | spoluhráčka        | soupeřky ve finále                    | výsledek      |
| ------- | ---- | --------------- | ------ | ------------------ | ------------------------------------- | ------------- |
| Vítězka | 2011 | Australian Open | tvrdý  | Flavia Pennettaová | Viktoria Azarenková Maria Kirilenková | 2–6, 7–5, 6–1 |

### Smíšená čtyřhra: 1 (0–1)
| Stav       | rok  | turnaj  | povrch | spoluhráčka     | soupeřky ve finále         | výsledek              |
| ---------- | ---- | ------- | ------ | --------------- | -------------------------- | --------------------- |
| Finalistka | 2011 | US Open | tvrdý  | Eduardo Schwank | Melanie Oudinová Jack Sock | 6–7(4–7), 6–4, [8–10] |

## Finále na WTA Tour Championships

### Čtyřhra: 1 (1–0)
| Stav    | rok  | místo konání | povrch | spoluhráčka        | soupeřky ve finále                     | výsledek |
| ------- | ---- | ------------ | ------ | ------------------ | -------------------------------------- | -------- |
| Vítězka | 2010 | Dauhá, Katar | tvrdý  | Flavia Pennettaová | Květa Peschkeová Katarina Srebotniková | 7–5, 6–4 |

## Finálové účasti na turnajích WTA (36)
| Legenda                                         |
| ----------------------------------------------- |
| D – dvouhra; Č – čtyřhra                        |
| Grand Slam (1–0 Č)                              |
| Turnaj mistryň (1–0 Č)                          |
| Tier I / Premier Mandatory & Premier 5 (3–5 Č)  |
| Tier II / Premier (3–5 Č)                       |
| Tier III, IV & V / International (4–4 D; 9–3 Č) |

### Dvouhra: 8 (4–4)
| Stav       | Č. | datum             | turnaj                      | povrch | soupeřka ve finále                | výsledek           |
| ---------- | -- | ----------------- | --------------------------- | ------ | --------------------------------- | ------------------ |
| Finalistka | 1. | 14. ledna 2005    | Hobart, Austrálie           | tvrdý  | Čeng Ťie                          | 2–6, 0–6           |
| Finalistka | 2. | 11. února 2007    | Pattaya, Thajsko            | tvrdý  | Sybille Bammerová                 | 5–7, 6–3, 5–7      |
| Vítězka    | 1. | 29. dubna 2007    | Budapešť, Maďarsko          | antuka | Sorana Cîrsteaová                 | 6–7(2–7), 6–2, 6–2 |
| Vítězka    | 2. | 25. srpna 2007    | Forest Hills, Spojené státy | tvrdý  | Virginie Razzanová                | 6–2, 6–2           |
| Vítězka    | 3. | 4. května 2008    | Fès, Maroko                 | antuka | Anabel Medinaová Garriguesová     | 7–6(7–2), 7–6(7–5) |
| Finalistka | 3. | 22. února 2009    | Bogotá, Kolumbie            | antuka | María José Martínezová Sánchezová | 3–6, 2–6           |
| Finalistka | 4. | 10. července 2010 | Båstad, Švédsko             | antuka | Aravane Rezaïová                  | 3–6, 6–4, 4–6      |
| Vítězka    | 4. | 26. února 2011    | Acapulco, Mexiko            | antuka | Arantxa Parraová Santonjaová      | 6–3, 7–6(7–5)      |

### Čtyřhra: 30 (17–13)
| Stav       | Č.  | datum             | turnaj                                | povrch     | spoluhráčka                | soupeřky ve finále                                             | výsledek              |
| ---------- | --- | ----------------- | ------------------------------------- | ---------- | -------------------------- | -------------------------------------------------------------- | --------------------- |
| Finalistka | 1.  | 14. července 2002 | Casablanca, Maroko                    | antuka     | Conchita Martínezová       | Patricia Wartuschová Petra Mandulaová                          | 2–6, 1–6              |
| Vítězka    | 1.  | 5. dubna 2003     | Casablanca, Maroko                    | antuka     | Emilia Salerniová          | Jelena Tatarkovová Henrieta Nagyová                            | 6–3, 6–4              |
| Finalistka | 2.  | 2. května 2004    | Varšava, Polsko                       | antuka     | Patricia Tarabiniová       | Francesca Schiavoneová Silvia Farinaová                        | 6–3, 2–6, 1–6         |
| Finalistka | 3.  | 26. září 2004     | Peking, Čína                          | tvrdý      | Maria Ventová-Kabchiová    | Dinara Safinová Emmanuelle Gagliardiová                        | 4–6, 4–6              |
| Finalistka | 4.  | 27. srpna 2005    | New Haven, Spojené státy              | tvrdý      | Maria Kirilenková          | Samantha Stosurová Lisa Raymondová                             | 2–6, 7–6(8–6), 1–6    |
| Vítězka    | 2.  | 9. října 2005     | Tokio, Japonsko                       | tvrdý      | Maria Kirilenková          | Maria Ventová-Kabchiová Šinobu Asagoeová                       | 7–5, 4–6, 6–3         |
| Vítězka    | 3.  | 16. října 2005    | Bangkok, Thajsko                      | tvrdý      | Šinobu Asagoeová           | Virginia Ruanová Pascualová Conchita Martínezová               | 6–1, 7–5              |
| Vítězka    | 4.  | 30. října 2005    | Linec, Rakousko                       | tvrdý (h)  | Květa Peschkeová           | Virginia Ruanová Conchita Martínezová                          | 6–2, 6–3              |
| Finalistka | 5.  | 7. května 2006    | Estoril, Portugalsko                  | antuka     | María Sánchezová Lorenzová | Tching Liová Sun Tchien-tchien                                 | 2–6, 2–6              |
| Vítězka    | 5.  | 26. února 2006    | Bogotá, Kolumbie                      | antuka     | Flavia Pennettaová         | Jasmin Wöhrová Ágnes Szávay                                    | 7–6(7–1), 6–1         |
| Vítězka    | 6.  | 23. července 2006 | Cincinnati, Spojené státy             | tvrdý      | Maria Elena Camerinová     | Sania Mirzaová Marta Domachowska                               | 6–4, 3–6, 6–2         |
| Finalistka | 6.  | 30. července 2006 | Stanford, Spojené státy               | tvrdý      | Maria Elena Camerinová     | Šachar Pe'erová Anna-Lena Grönefeldová                         | 1–6, 4–6              |
| Vítězka    | 7.  | 16. ledna 2009    | Hobart, Austrálie                     | tvrdý      | Flavia Pennettaová         | Aljona Bondarenková Kateryna Bondarenková                      | 6–2, 7–6(7–4)         |
| Finalistka | 7.  | 22. února 2009    | Bogotá, Kolumbie                      | tvrdý      | Flavia Pennettaová         | Nuria Llagosteraová Vivesová María José Martínezová Sánchezová | 5–7, 6–3, [7–10]      |
| Finalistka | 8.  | 21. března 2009   | Indian Wells, Spojené státy           | tvrdý      | Šachar Pe'erová            | Viktoria Azarenková Věra Zvonarevová                           | 4–6, 6–3, [5–10]      |
| Finalistka | 9.  | 3. května 2009    | Stuttgart, Německo                    | antuka (h) | Flavia Pennettaová         | Bethanie Matteková-Sandsová Naděžda Petrovová                  | 7–5, 3–6, [7–10]      |
| Vítězka    | 8.  | 11. července 2009 | Båstad, Švédsko                       | antuka     | Flavia Pennettaová         | Nuria Llagosteraová Vivesová María José Martínezová Sánchezová | 6–2, 0–6, [10–5]      |
| Vítězka    | 9.  | 21. února 2010    | Bogotá, Kolumbie                      | antuka     | Edina Gallovitsová         | Olga Savčuková Anastasia Jakimovová                            | 6–2, 7–6(8–6)         |
| Vítězka    | 10. | 4. dubna 2010     | Miami, Spojené státy                  | tvrdý      | Flavia Pennettaová         | Naděžda Petrovová Samantha Stosurová                           | 6–3, 4–6, [10–7]      |
| Vítězka    | 11. | 2. května 2010    | Stuttgart, Německo                    | antuka     | Flavia Pennettaová         | Květa Peschkeová Katarina Srebotniková                         | 3–6, 7–6(7–3), [10–5] |
| Vítězka    | 12. | 8. května 2010    | Řím, Itálie                           | antuka     | Flavia Pennettaová         | Nuria Llagosteraová Vivesová María José Martínezová Sánchezová | 6–4, 6–2              |
| Finalistka | 10. | 15. května 2010   | Madrid, Španělsko                     | antuka     | Flavia Pennettaová         | Serena Williamsová Venus Williamsová                           | 2–6, 5–7              |
| Vítězka    | 13. | 10. července 2010 | Båstad, Švédsko (2)                   | antuka     | Flavia Pennettaová         | Renata Voráčová Barbora Zahlávová Strýcová                     | 7–6(7–0), 6–0         |
| Vítězka    | 14. | 23. srpna 2010    | Montreal, Kanada                      | tvrdý      | Flavia Pennettaová         | Květa Peschkeová Katarina Srebotniková                         | 7–5, 3–6, [12–10]     |
| Finalistka | 11. | 9. října 2010     | Peking, Čína                          | tvrdy      | Flavia Pennettaová         | Čuang Ťia-žung Olga Govorcovová                                | 6–7(2–7), 6–1, [7–10] |
| Vítězka    | 15. | 23. října 2010    | Moskva, Rusko                         | tvrdý (h)  | Flavia Pennettaová         | Sara Erraniová María José Martínezová Sánchezová               | 6–3, 2–6, [10–6]      |
| Vítězka    | 16. | 31. října 2010    | Turnaj mistryň, Dauhá, Katar          | tvrdý      | Flavia Pennettaová         | Květa Peschkeová Katarina Srebotniková                         | 7–5, 6–4              |
| Vítězka    | 17. | 28. ledna 2011    | Australian Open, Melbourne, Austrálie | tvrdý      | Flavia Pennettaová         | Viktoria Azarenková Maria Kirilenková                          | 2–6, 7–5, 6–1         |
| Finalistka | 12. | 1. října 2011     | Tokio, Japonsko                       | tvrdý      | Flavia Pennettaová         | Liezel Huberová Lisa Raymondová                                | 6–7(4–7), 6–0, [6–10] |
| Finalistka | 13. | 8. října 2011     | Peking, Čína                          | tvrdý      | Flavia Pennettaová         | Květa Peschkeová Katarina Srebotniková                         | 3–6, 4–6              |

## Fed Cup
Gisela Dulková se zúčastnila 16 zápasů týmového Fed Cupu za tým Argentiny s bilancí 14-7 ve dvouhře a 4-4 ve čtyřhře.

## Postavení na žebříčku WTA na konci sezóny

### Dvouhra
| Rok    | 2000 | 2001   | 2002   | 2003   | 2004  | 2005  | 2006  | 2007  | 2008  | 2009  |
| Pořadí | 585. | ▲ 188. | ▲ 152. | ▲ 124. | ▲ 33. | ▲ 27. | ▼ 61. | ▲ 38. | ▼ 51. | ▲ 37. |

### Čtyřhra
| Rok    | 2001 | 2002   | 2003  | 2004  | 2005  | 2006  | 2007  | 2008   | 2009  | 2010 |
| Pořadí | 549. | ▲ 125. | ▲ 96. | ▲ 34. | ▲ 26. | ▼ 29. | ▲ 23. | ▼ 132. | ▲ 27. | ▲ 1. |